# Тарас, Анатолий Ефимович
Анато́лий Ефи́мович Та́рас (литературные псевдонимы — Дон Миллер, Жак Пино, Максим Петров) (род. 24 мая 1944 года, Гомель, БССР, СССР) — белорусский писатель, издатель и публицист. Автор ряда книг по боевым искусствам, самообороне и рукопашному бою, истории оружия и вооружений, истории Беларуси, Польши и России. Редактор журнала о боевых искусствах «Кэмпо», издаваемого в Минске в 1990-е годы.  Создатель авторской системы самообороны «Боевая машина». Кандидат педагогических наук.

## Биография
В 1979 году защитил диссертацию на соискание учёной степени кандидата педагогических наук по теме «Педагогическая профилактика групповых правонарушений несовершеннолетних» (специальность 13.00.01 — общая педагогика, история педагогики и образования).
В 1999—2009 годы — главный редактор издательства «Харвест».

## Семья
- Сын — Денис Анатольевич Тарас, историк и издатель, руководитель военно-исторического клуба «Эпоха», заведующий учебной лабораторией международной информатизации кафедры дипломатической и консульской службы факультета международных отношений Белорусского государственного университета.[6]

## Взгляды
По собственным словам, является убеждённым антисоветчиком.

## Критика
Кандидат исторических наук, доцент кафедры экономической истории и информационных технологий МГУ имени Н. П. Огарёва В. А. Григорькин относит Тараса к «немногочисленной группе» союзников исторических ревизионистов, именуя их «компиляторами», которые занимаются тем, что «копируют исторические тексты, не давая на них ссылки, чтобы подтвердить ими свои далеко не бесспорные выводы».
Председатель Русского исторического общества П. П. Александров-Деркаченко в рецензии на книгу А. Е. Тараса «1812 год — трагедия Беларуси» указал на то, что Тарас не использовал точные ссылки на источники цитат и приведённых сведений, а также что «Особенно досадной представляется ситуация, когда отсутствие точных ссылок не позволяет проверить важные статистические данные; так и остаётся неясным даже то, взята ли соответствующая информация из источника напрямую или же она представлена после пересчёта». При этом Александров-Деркаченко замечает, что «Возможно, большая часть этих данных (или даже все они) соответствует действительности. Но поверить А. Тарасу на слово не получается — слишком уж априори ангажирована его исследовательская позиция». В целом Александров-Деркаченко о книге делает следующий вывод: «В общем, message Тараса вполне понятен: русофобия любыми средствами; при необходимости сгодится и история войны 1812 года. Главное — правильно подать».
Журналист, историк боевых и спортивных единоборств Михаил Лукашев в 1996 году опубликовал фрагмент письма, написанного ему Тарасом 13 августа 1983 года:

Мне 39 лет, я получил философское и педагогическое образование, имею степень кандидата педагогических наук и звание старшего научного сотрудника. Работаю в НИИ педагогики Министерства просвещения БССР, занимаюсь изучением различных аспектов преступности несовершеннолетних и правового воспитания. Мои спортивно-физкультурные достижения значительно скромнее. В молодости я учился в институте физкультуры, но бросил его… Потом много лет практически ничем не занимался, но 5 лет назад тяжело заболел. Выздоровев, волей-неволей возобновил тренировки ради здоровья. Сначала бегал трусцой, а 3 года открыл для себя каратэ… Так что я далеко не профессионал, а всего лишь любитель, правда, весьма преданный и деятельный… Сейчас мне хорошо видно, как много я потерял в этой жизни, что не занимался в молодости борьбой. Было бы идеально лет с 15 до 20 позаниматься Греко-римской борьбой, потом лет 5 самбо, а уже потом увлечься каратэ… Ну да ведь ничего нельзя ни вернуть, ни переделать… В каратэ в плане практического владения приемами я достиг немногого, но в его теории… в Минске мне равных нет.

## Интервью
- Анатоль Тарас: «Белорусы ещё себя покажут» // Нашай Ніва. — 20.07.2009.
- Белохвостик Н. Анатолий Тарас: «Если бы наши предки не победили в этой битве, мы бы сегодня разговаривали по-немецки» // Комсомольская правда в Беларуси. — 15.07.2010.
- Васюковіч Р. Анатоль Тарас: «У беларусаў няма выразна сфармуляванай нацыянальнай ідэі» // Народная воля. — 12.02.2012. Архивировано 18 декабря 2012 года.